# Ото I (Ваймар)
Вижте пояснителната страница за други личности с името Ото I.
Ото I фон Ваймар (на немски: Otto I von Weimar, von Orlamünde, † 1067) от род Дом Ваймар-Орламюнде е граф на Ваймар-Орламюнде и от 1062 до 1067 г. маркграф на Майсен.

## Биография
Той е най-малкият син на граф Вилхелм III от Ваймар († 1039) и на Ода от Лужица, дъщеря на маркграф Титмар II от Лужица.
Ото основава Графство Орламюнде и взема това име като фамилно. Той наследява през 1062 г. Графство Ваймар. През 1062 г. обединява Графство Орламюнде с Графство Ваймар в Графство Ваймар-Орламюнде и става също маркграф на Майсен.
Ото се жени за Адела от Брабант († 1083), вероятно дъщеря на Ламберт II от Льовен. Адела се омъжва втори път през 1070 г. за Дедо I от Лужица.

## Деца
- Аделхайд фон Ваймар-Орламюнде († 1100)
  - 1. брак: граф Адалберт II от Баленщет († ок. 1080), (Аскани)
  - 2. брак: пфалцграф Херман II от Лотарингия († 1085), (Ецони)
  - 3. брак: пфалцграф Хайнрих II от Лаах († 1095), (Вигерихиди, или също Люксембурги)
- Ода фон Ваймар-Орламюнде († 1111)
  - омъжена за маркграф Екберт II от Майсен († 1090), (Брунони)
- Кунигунда фон Ваймар-Орламюнде (* 1055, † 1140)
  - 1. брак: княз Ярополк от Владимир († 1086), син на Изяслав I (Рюриковичи)
  - 2. брак: граф Куно от Байхлинген († 1103) (Графство Нортхайм), син на Ото Нортхаймски, херцог на Бавария (Нортхайми)
  - 3. брак: маркграф Випрехт II от Гройч († 1124)